# Sofiental, Cetatea Albă
Sofiental (în ucraineană Софіївка, transliterat: Sofiika) este un sat în raionul Cetatea Albă, regiunea Odesa, Ucraina, formată numai din satul de reședință. Satul a fost locuit de germanii basarabeni.

## Demografie
Componența lingvistică a comunei Sofiental
     Ucraineană (74,63%)
     Rusă (17,96%)
     Română (6,3%)
     Alte limbi (0,75%)
Conform recensământului din 2001, majoritatea populației comunei Sofiental era vorbitoare de ucraineană (74,63%), existând în minoritate și vorbitori de rusă (17,96%) și română (6,3%).